# 私擬憲法
私擬憲法（しぎけんぽう）とは、明治時代の大日本帝国憲法発布以前に、民間で検討された憲法の私案のこと。

## 概要
現在60以上の存在が知られている。もっとも古い私擬憲法は、明治3年（1870年）10月、佐賀藩士・江藤胤雄の起草による『国法会議案、附国法私議』で、次で青木周蔵の起草による『大日本政規』明治5年（1872年）、宇加地新八の『建言議院創立之議』明治6年（1873年）などが挙げられる。明治12年（1879年）に、共存同衆や嚶鳴社によって私擬憲法の起草が全国に先駆けて始まり、とりわけ「嚶鳴社憲法草案」は、その後の各地の私擬憲法の起草に大きな影響を与えた。国会開設運動の高まりに伴い、国会開設の前提となる憲法の必要性が認識されるようになり、明治13年（1880年）11月の国会期成同盟第2回大会で、翌明治14年（1881年）に憲法草案を持参することを決議した。
板垣退助は私擬憲法の作成意図について『我國憲政ノ由來』で次のように述べている。
これらを受け翌明治14年（1881年）に多数の私擬憲法がつくられた。内容は案によって様々で、人民主権、議院内閣制を主張する穏健なものから、抵抗権や革命権（東洋大日本国国憲按）を容認し、国民投票で皇帝を廃立する権利を規定する過激なものも存在した。
明治20年（1887年）12月26日に制定、発布され、即日施行された保安条例によって、私擬憲法の検討及び作成は禁じられた。これにより、私擬憲法が政府に持ち寄られて議論されることはなく、『大日本帝国憲法』に直接反映されることはなかった。

## 主な私擬憲法
| タイトル                                  | 著者等                                             | 年月日                   | 備考                                                                                          |
| ----------------------------------------- | -------------------------------------------------- | ------------------------ | --------------------------------------------------------------------------------------------- |
| 国法会議案、附国法私議                    | 江藤胤雄                                           | 明治3年10月              |                                                                                               |
| 大日本政規                                | 青木周蔵                                           | 明治5年                  |                                                                                               |
| 帝号大日本政典                            | 青木周蔵                                           | 明治6年                  |                                                                                               |
| 帝号大日本国政典                          | 青木周蔵                                           |                          |                                                                                               |
| 嚶鳴社憲法草案                            | 嚶鳴社                                             | 明治12年―                |                                                                                               |
| 国憲大綱                                  | 元田永孚                                           | 明治13年                 |                                                                                               |
| 西周案憲法草案及井上毅氏之批評            | 西周、井上毅                                       |                          |                                                                                               |
| 山田顕義憲法私案                          | 山田顕義                                           |                          |                                                                                               |
| 山田顕義憲法私案                          | 山田顕義                                           | 明治14年9月              |                                                                                               |
| 井上毅憲法私案                            | 井上毅                                             |                          |                                                                                               |
| 私擬憲法意見                              | 共存同衆                                           |                          | 「明治文化全集」正史篇より                                                                    |
| 大日本帝国憲法見込書草案                  | 筑前共愛会                                         |                          |                                                                                               |
| 大日本帝国憲法見込書大略                  | 筑前共愛会                                         | 明治13年2月              |                                                                                               |
| 大日本国憲法大略見込書                    | 筑前共愛会                                         | 明治13年7月              | 「国家学会雑誌」第47巻第3号より                                                               |
| 憲法草稿評林                              | 青木匡説、鈴木舎定説、島田三郎説、古沢滋説がある。 |                          |                                                                                               |
| 憲法草稿評林一                            | 小田為綱                                           | 明治13年7月―明治14年10月 |                                                                                               |
| 国憲私考                                  | 中井誠太郎ほか2名立案                              | 明治14年                 |                                                                                               |
| 読私擬憲法草案                            | 加藤政之助                                         | 明治14年                 | 大阪新報より                                                                                  |
| 私考憲法草案及附稿                        | 郵便報知新聞                                       | 明治14年5月―9月          |                                                                                               |
| 私草憲法                                  |                                                    | 明治14年7月10日、9月10日 | 山陽新報社説                                                                                  |
| 建白「大日本帝国憲法草案 各庁改革之意見」 | 菊池虎太郎、黒崎大四郎、伊藤東太郎                 | 明治14年10月             | 附新聞切抜                                                                                    |
| 憲法草案                                  | 湯川直英                                           |                          | 「西哲夢物語」より                                                                            |
| 各国対照私考国憲案                        | 東海暁鐘新報                                       | 明治14年10月1日―11月24日 |                                                                                               |
| 「大日本国会法草案」関係史料              | 桜井静                                             |                          | 13点                                                                                          |
| 大日本国憲法草案                          | 中正政党政談                                       | 明治13年10月2日―31日     |                                                                                               |
| 私擬憲法案                                | 交詢社                                             | 明治14年4月25日          |                                                                                               |
| 私擬憲法別案                              | 交詢社                                             |                          |                                                                                               |
| 日本憲法見込案                            | 土佐立志社・ 北川貞彦（発陽社）                    | 明治14年5月              | ※植木枝盛の『東洋大日本国国憲按』が不充分な内容であったため、これを破棄し新たに起草されたもの |
| 「日本憲法見込案」解説                    |                                                    |                          |                                                                                               |
| 憲法草案                                  | 東北七州自由会議憲法見込案作成委員                 | 明治14年6月              |                                                                                               |
| 国憲私考                                  | 兵庫国憲講習会議                                   | 明治14年7月              |                                                                                               |
| 日本国憲法                                | 植木枝盛                                           | 明治14年8月              |                                                                                               |
| 東洋大日本国国憲按                        | 植木枝盛                                           | 明治14年                 | 現代語訳、校訂。                                                                              |
| 五日市憲法草案                            | 千葉卓三郎                                         |                          | 書き下し文、解説、現代語訳。                                                                  |
| 私草憲法                                  | 北陸自由新聞                                       | 明治16年1月30日          |                                                                                               |
| 私擬草案                                  | 壬午協会                                           | 明治16年5月29日          |                                                                                               |
| 憲法私案                                  | カール・ルードルフ                                 | 明治19年                 |                                                                                               |
| スタイン氏憲法草案                        | スタイン                                           | 明治20年                 |                                                                                               |
| 日本帝国憲法草案（原規）                  | ヘルマン・ロエスレル                               | 明治20年                 |                                                                                               |